# Mujai járás

A Mujai járás Burjátföldön

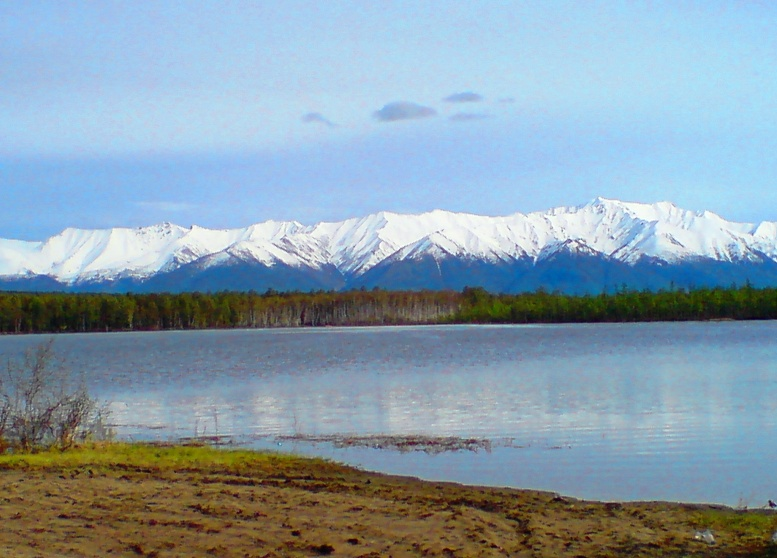
Havas táj a Mujai járásban

A Mujai járás (oroszul Муйский район, burját nyelven Муяын аймаг) Oroszország egyik járása a Burját Köztársaságban, székhelye Takszimo városi jellegű település, elnevezését fő folyója, a Muja után kapta.

## Népesség
- 2002-ben 16 641 lakosa volt, melynek 81,5%-a orosz, 5,5%-a ukrán, 5,3%-a burját, 1,4%-a tatár, 1%-a fehérorosz, 0,8%-a német, 0,4%-a azeri, 0,4%-a evenk, 0,4%-a örmény.
- 2010-ben 13 142 lakosa volt, melyből 10 842 orosz, 739 burját, 458 ukrán, 131 tatár, 86 fehérorosz, 75 német, 65 örmény, 58 kazah, 58 üzbég, 45 evenk, 43 azeri, 40 baskír, 29 moldáv, 23 kirgiz, 21 csuvas, 20 grúz stb.